# کیشو-این

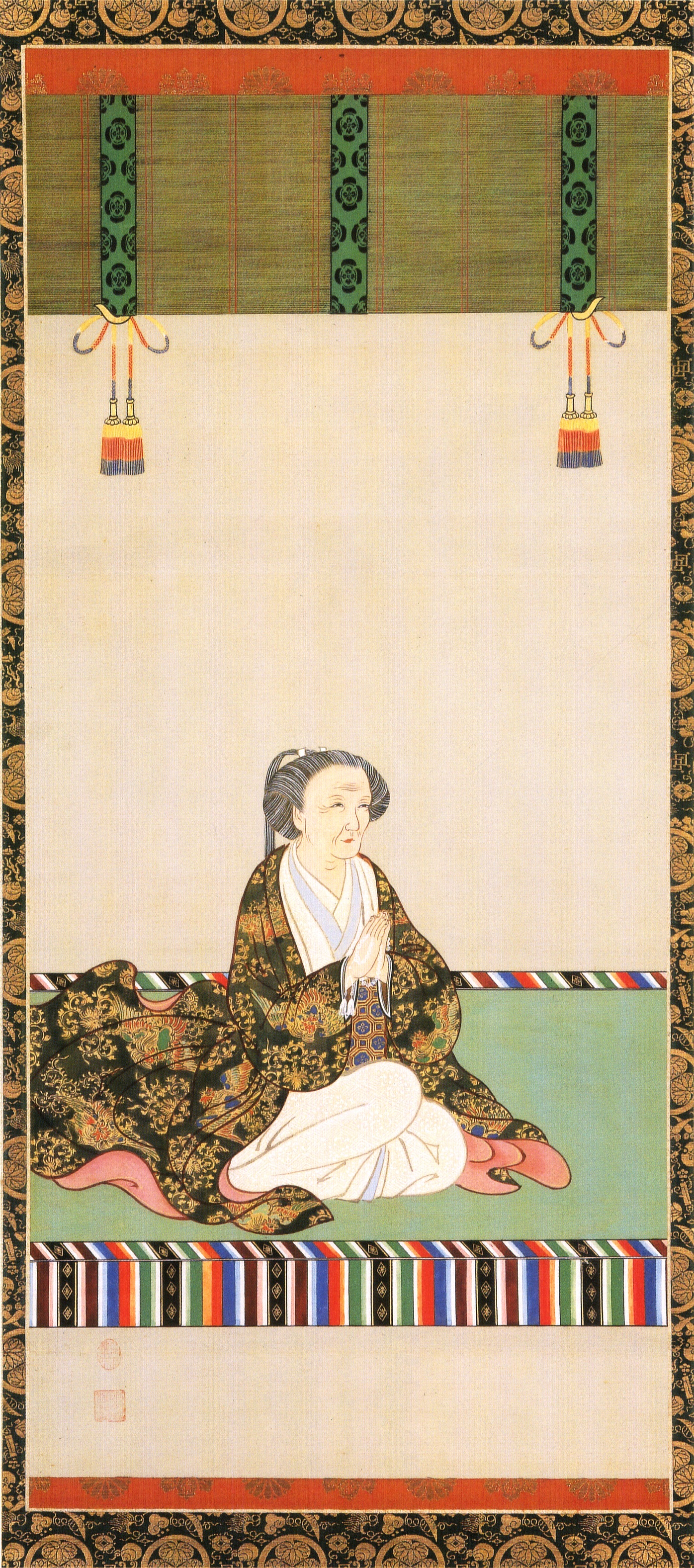
کیشواین

کیشو-این (به ژاپنی: 桂昌院 けいしょういん)؛ (تولد ۱۶۲۷ – مرگ ۱۱ اوت ۱۷۰۵)، یک زن در دوره ادو زن غیر اصلی (سوکوشیتسو) شوگون سوم توکوگاوا ایه‌میتسو مادر پنجمین شوگون توکوگاوا تسونایوشی (۱۷۰۹–۱۶۴۶) بود.